# Holford (Somerset)
Pour les articles homonymes, voir Holford.
Holford est un village britannique situé dans la région des collines Quantock, dans le Somerset. C'est également le nom de la paroisse civile qui inclut le village de Dodington.
Sur son territoire se trouve Alfoxton House, où le poète William Wordsworth et sa sœur Dorothy ont vécu de juillet 1797 à juin 1798.